# Raphionacme arabica
Raphionacme arabica är en oleanderväxtart som beskrevs av A.G. Miller och J.A. Biagi. Raphionacme arabica ingår i släktet Raphionacme och familjen oleanderväxter. Inga underarter finns listade i Catalogue of Life.